# Uśmiech losu (portugalski serial telewizyjny)
Uśmiech losu (port. Golpe de Sorte) – portugalski serial obyczajowy emitowany na antenie SCI od 27 maja 2019.
Polska premiera serialu odbyła się 7 lipca 2020 w TVP1.

## Fabuła
Bohaterką serialu jest Maria do Ceu, pracowita i skromna wdowa, matka dwójki niemal dorosłych dzieci. Kobieta sprzedaje na targu owoce; dorabia jako opiekunka i pomoc domowa bogatego staruszka. Zbiera pieniądze, które pozwolą jej zdobyć informacje na temat syna, którego urodziła jako 16-latka. Zmuszono ją wtedy, by oddała dziecko obcym ludziom. Dziś za wszelką cenę chce je odnaleźć. Wie tylko, że mały Rafael trafił do Francji. Maria jak co tydzień wypełnia kupon loterii Euromiliony.

## Obsada[1]
- Maria João Abreu
- Dânia Neto
- Jorge Corrula
- Diana Chaves
- Isabela Valadeiro
- Ângelo Rodrigues
- Telma Garcia

## Przegląd sezonów
| Seria | Liczba odcinków | Liczba odcinków | Pierwsza emisja  | Pierwsza emisja      | Pierwsza emisja | Pierwsza emisja  |
| Seria | Portugalia      | Polska          | Premiera serii   | Finał serii          | Premiera serii  | Finał serii      |
| ----- | --------------- | --------------- | ---------------- | -------------------- | --------------- | ---------------- |
| 1     | 27              | 30              | 27 maja 2019     | 28 czerwca 2019      | 7 lipca 2020    | 19 sierpnia 2020 |
| 2     | 52              | –               | 1 lipca 2019     | 9 września 2019      | –               | –                |
| 3     | 43              | –               | 15 września 2019 | 10 października 2019 | –               | –                |
| Film  | Film            | Film            | 21 grudnia 2019  | 21 grudnia 2019      | –               | –                |

## Emisja w Polsce
W Polsce pierwszy sezon emitowany był od 7 lipca 2020, od poniedziałku do piątku w TVP1.
Telewizja Polska zawiesiła emisję serialu na pierwszym sezonie.